# Єфремівський соляний промисел
Єфремівський соляний промисел – колишнє гірничодобувне підприємство у Харківській області України.
Єфремівський соляний шток виявили у 1959 році та розвідали протягом наступного десятиліття. Родовище містить кам’яну сіль з малою часткою домішок, що дозволило запроектувати створення на його основі потужного хімічного виробництва у Первомайському, де хлорид натрію використовувався як сировина для базового електролізного процесу. Покрівля соляного штоку залягає на глибині від 412 до 595 метрів, тому як найбільш ефективний метод розробки обрали підземне вилуговування за допомогою свердловин. 
Промисел почав роботу в 1975-му, при цьому складений в попередньому десятилітті проект розробки передбачав спорудження лише 6 свердловин глибиною по 1200 метрів, які б дозволили експлуатувати родовище до 2080 року. Потужність промислу складала понад 100 м3 розсолу на годину, а видача продукції відбувалась за допомогою розсолопроводу довжиною 12 кілометрів. 
На тлі краху планової економіки хімічний завод у Первомайському потрапив у важке економічне становище та в підсумку збанкрутував на початку 2010-х. Втім, розробка Єфремівського родовища припинилась ще раніше, в 1997-му.
Також можливо відзначити, що запаси та ресурси родовища були оцінені у понад 500 млн тонн, так що протягом розробки була вилучена лише незначна частина (при цьому товщина розвіданого бурінням соляного масиву перевищує 1 кілометр і він має подальше поширення на глибину).
Найближчими населеними пунктами є с. Берека, розташоване в 3 км на північний схід; с. Єфремівка – 10 км на північний захід; м. Первомайський – 8 км на південь. Розвідані запаси оцінюються у 570 млн. т.